# Аюкашево
Аюкашево (баш. Айыуҡаш) — деревня в Дюртюлинском районе Республики Башкортостан Российской Федерации. Входит в состав  Учпилинского сельсовета.

## География

### Географическое положение
Расстояние до:
- районного центра (Дюртюли): 12 км,
- центра сельсовета (Учпили): 1 км,
- ближайшей ж/д станции (Уфа): 140 км.

## Население
| 2002 | 2009 | 2010 |
| ---- | ---- | ---- |
| 207  | ↘205 | ↘200 |

Национальный состав
Согласно переписи 2002 года, преобладающие национальности — татары (64 %), башкиры (33 %).